# Presídium del Sóviet Supremo de la República Socialista Soviética de Ucrania
El Presídium del Sóviet Supremo de la República Socialista Soviética de Ucrania (en ucraniano: Президія Верховної Ради УРСР, en ruso: Президиум Верховного Совета Украинской ССР) era el cuerpo permanente del Sóviet Supremo de la RSS de Ucrania que era responsable de su actividad durante los periodos entre sesiones, y, dentro de los límites prescritos por la Constitución, desempeñaba funciones del más alto poder estatal. Fue establecido por primera vez por la Constitución de la República Socialista Soviética de Ucrania (1937) y fue elegido por primera vez el 27 de diciembre de 1938, en la primera sesión del Sóviet Supremo de la República Socialista Soviética de Ucrania. El presídium más tarde ffue reemplazado por el cuerpo permanente de la legislatura postsoviética de Ucrania, la Rada Suprema, y se interrumpió con la adaptación de la Constitución de Ucrania el 28 de junio de 1996.

## Antecedentes
De acuerdo con la Constitución de la República Socialista Soviética de Ucrania, el Presídium era elegido por el Sóviet Supremo de entre los diputados del pueblo, en la primera sesión de cada siguiente convocación durante todo el período del Sóviet Supremo; sin embargo, cuando se eligió una nueva convocatoria del Sóviet Supremo, el Presídium saliente retuvo sus poderes hasta que se eligió un nuevo Presídium. El Presídium era competente para emitir ukazes y resoluciones y poseía el derecho de iniciativa legislativa en el Sóviet Supremo, y era, en efecto, el Jefe de Estado colectivo de la RSS de Ucrania. La Constitución también requería disposiciones más detalladas con respecto al estado legal, la competencia, el orden de formación y la actividad del Presídium que se definirían por las órdenes permanentes del Sóviet Supremo.
Después de 1991, los poderes del Presídium se han reducido. Se delegó cierta autoridad en el puesto recién creado del Presidente de Ucrania, mientras que se transfirió una mayor autoridad a la Rada Suprema.

## Composición
El Presídium estaba compuesto inicialmente por el presidente, dos vicepresidentes, un secretario y 15 miembros ordinarios. Tras la aprobación de la Constitución de la RSS de Ucrania de 1978, el número de vicepresidentes se incrementó a tres y el número de miembros ordinarios convirtió 20.

## Poderes
En la adopción de la Constitución de 1978 de la República Socialista Soviética de Ucrania, el presídium tenía los poderes para:
- Convocar a elecciones para el Sóviet Supremo y Sóviets locales, elecciones de los tribunales de distrito y de la ciudad
- Convocar sesiones del Sóviet Supremo
- Coordinar las actividades de las comisiones permanentes del Sóviet Supremo
- Ejercicio Control sobre las actividades de los consejos locales (Sóviets)
- Monitorear la observancia de la Constitución
- Interpretar las leyes republicanas
- Anular decisiones y reglamentos del Consejo de Ministros de la RSS de Ucrania y de los Sóviets locales en caso de inconsistencia con la ley
- Resolver problemas relacionados con el sistema administrativo-territorial
- Establecer y cambiar las fronteras de las regiones y sus raiones (distritos)
- Establecer y otorgar títulos honorarios de la República Socialista Soviética de Ucrania, incluido un diploma honorario y un Diploma del Presídium
- Conceder la ciudadanía de la República Socialista Soviética de Ucrania
- Resolver cuestiones relacionadas con la concesión de asilo, incluida la emisión de actos de amnistía y la concesión de indultos a ciudadanos condenados por los tribunales de la República Socialista Soviética de Ucrania
- Ratificar y denunciar los tratados internacionales de la República Socialista Soviética de Ucrania
- Nombrar y revocar representantes diplomáticos de la República Socialista Soviética de Ucrania en países extranjeros y organizaciones internacionales
- Recibir cartas de crédito y revocación de representantes diplomáticos acreditados de países extranjeros
- Si es necesario, entre las sesiones del Sóviet Supremo, enmendar las leyes de la República Socialista Soviética de Ucrania, sujeto a la aprobación posterior del Sóviet Supremo
- Crear y liquidar ministerios y comités estatales a propuesta del Consejo de Ministros de la República Socialista Soviética de Ucrania
- Nombrar y despedir a los ministros y comisionados estatales a propuesta del Presidente del Consejo de Ministros

## Lista de presidentes

### Presidentes del Presídium (oficina distinta)
- 27 de julio de 1938 - 28 de julio de 1939 -- Leonid Korniets
- 28 de julio de 1939 - 15 de enero de 1954 -- Mykhailo Hrechukha
- 5 de enero de 1954 - 7 de abril de 1969 -- Demyan Korotchenko
- 19 de junio de 1969 - 9 de junio de 1972 -- Oleksandr Lyashko
- 28 de julio de 1972 - 24 de junio de 1976 -- Ivan Hrushetsky
- 24 de junio de 1976 - 22 de noviembre de 1984 -- Oleksiy Vatchenko
- 27 de marzo de 1985 - 15 de mayo de 1990 -- Valentyna Shevchenko

### Presidentes del Presídium (oficio como portavoces de la Rada)
- 4 de junio de 1990 - 9 de julio de 1990 -- Volodymyr Ivashko
- 23 de julio de 1990 - 5 de diciembre de 1991 -- Leonid Kravchuk
- 5 de diciembre de 1991 - 11 de mayo de 1994 -- Ivan Plyushch
- 11 de mayo de 1994 - 28 de junio de 1996 -- Oleksandr Moroz

## Lectura adicional
- Bezpalyi, I. Presídium De consejos supremos de repúblicas de unión. Moscú 1959
- Krivenko, L. Constitución de la URSS y desarrollo de legislación de consejos supremos de repúblicas de unión. Búsqueda legal comparativa. Kiev 1982
- Bandurka, O., Dreval, Yu. Parlamentarismo en Ucrania: establecimiento y desarrollo. Járkov 1999
- Parlamentarismo ucraniano: pasado y presente. Kiev 1999
- Kyslyi, P., Vaiz, Ch. Establecimiento de parlamentarismo en Ucrania en el fondo de experiencia mundial. Kiev 2000